# シピオン酸
シピオン酸（シピオンさん、英: Cypionic acid）は、化学式C8H14O2で表されるカルボン酸の一種。
主な用途は医薬品製剤で、母体化合物の半減期を長くするため、シピオン酸エステルとしたものがプロドラッグとして製造される。シピオン基は脂溶性であるため、筋肉注射されると脂肪組織に取り込まれる。シピオン基は代謝酵素により徐々に加水分解され、安定した量の有効成分を放出する。この効果を応用する医薬品の例として、テストステロン、ヒドロコルチゾン、オキサボロン、エストラジオールなどがある。